# Elimkyrkan, Mantorp
Elimkyrkan, Mantorp är en kyrkobyggnad i Mantorp. Kyrkan tillhör Mantorps baptistförsamling som var ansluten till Örebromissionen och Svenska Baptistsamfundet.

## Instrument
I kyrkan finns ett piano.